# اتحادیه کارگران خدمات عمومی کانادا
اتحادیه کارگران خدمات عمومی کانادا (به انگلیسی: Canadian Union of Public Employees؛ به‌اختصار CUPE سی‌یوپی‌ای) یک سندیکای کارگری در بخش دولتی کانادا است. البته در سال‌های اخیر در بخش نیمه‌دولتی و ناسودبر هم سازماندهی‌هایی کرده‌است. سی‌یوپی‌ای با نمایندگی کردن حدود ۶۵۰٬۰۰۰ کارگر در حوزه‌های مراقبت‌های بهداشتی، آموزش، شهرداری‌ها، کتابخانه‌ها و… بزرگ‌ترین اتحادیهٔ کانادا است. بیش از ۶۰٪ اعضای سی‌یوپی‌ای را زنان تشکیل می‌دهند و نزدیک به یک‌سوم آن‌ها از کارگران پاره‌وقت هستند.